# Schützenpanzer Lang HS.30
Schützenpanzer Lang HS.30, формально Schützenpanzer, lang, Typ 12-3 або скорочено SPz lg 12-3(нім. «Піхотний танк, довгий, Тип 12-3»)–Західно-Німецька бойова машина піхоти розроблена з 1956 по 1958 роки. Сконструйована швейцарською компанією Hispano-Suiza з двигуном Rolls-Royce. Після деяких початкових механічних проблем було виготовлено лише 2176 із запланованих 10680. Вона озброєна потужною 20-мм автоматичною гарматою, поширеною для БМП того часу.
Поступила на озброєння Бундесверу у 1958 році. Посадка/висадка десанту здійснювалася зверху через люки у даху корпусу. У період із 1958 по 1962 роки вироблено 2167 SPz 12-3 у різних варіантах виконання, командирських машин, транспортерів боєприпасів, пускових установок ПТРК SS.11.
Маса машини становила 14600 кг, максимальна швидкість доходила до 58 км/год. Машина забезпечувала транспортування п'яти десантників + екіпаж самої машини із трьох осіб. Озброєна 20 мм автоматичною гарматою Hispano-Suiza HS.820 під патрон 20×139 мм та кулеметом MG3, бензиновий двигун Rolls-Royce B81 Mk 80F потужністю 220 к.с.
Починаючи з 1974 року бойова машина піхоти Marder замінила HS.30 у Сухопутних військах ФРН.

## Дизайн і доктрина

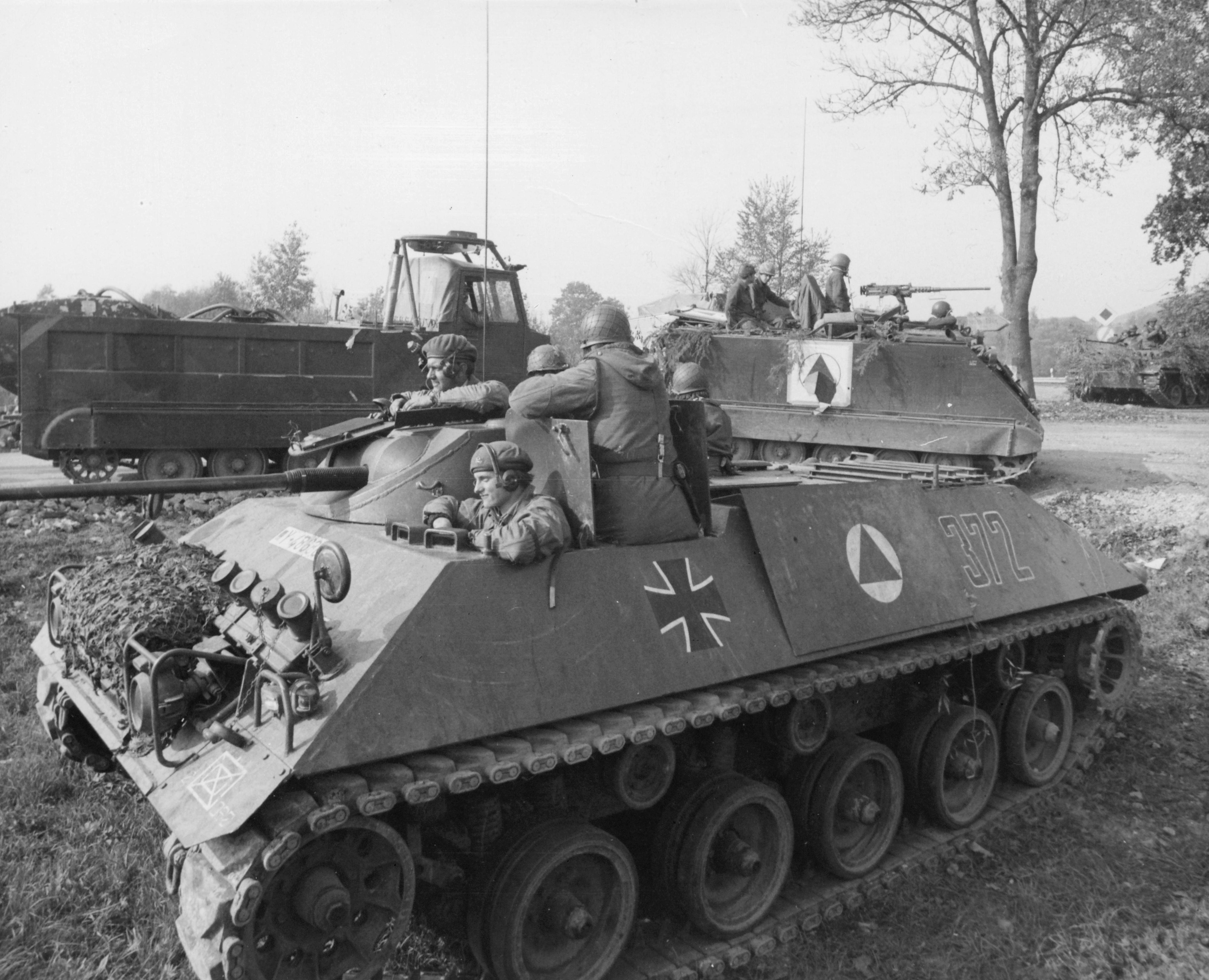
Західнонімецькі панцергренадери на борту HS.30 під час навчань НАТО REFORGER III, 1971 рік.

Відкидаючи американську доктрину, згідно з якою бронетранспортер має служити «таксі на полі бою», а не як штурмова машина, німці розробили HS.30 як машину для боротьби поряд з танками, з якої їх механізована піхота могла битися з-під укриття. Німецькі військові прийшли до такого рішення в результаті досвіду Другої світової війни з Panzergrenadiere (броньована піхота). Німецька доктрина розглядала SPz 12-3 як частину обладнання загону, і загін був навчений боротися з машиною як у наступі, так і в обороні. На відміну від американського M113, HS.30 не міг плавати, але оскільки німецька доктрина передбачала HS.30 як компонент в операціях у поєднанні з основними бойовими танками, які також не мали такої можливості, це не вважалося серйозним недоліком.

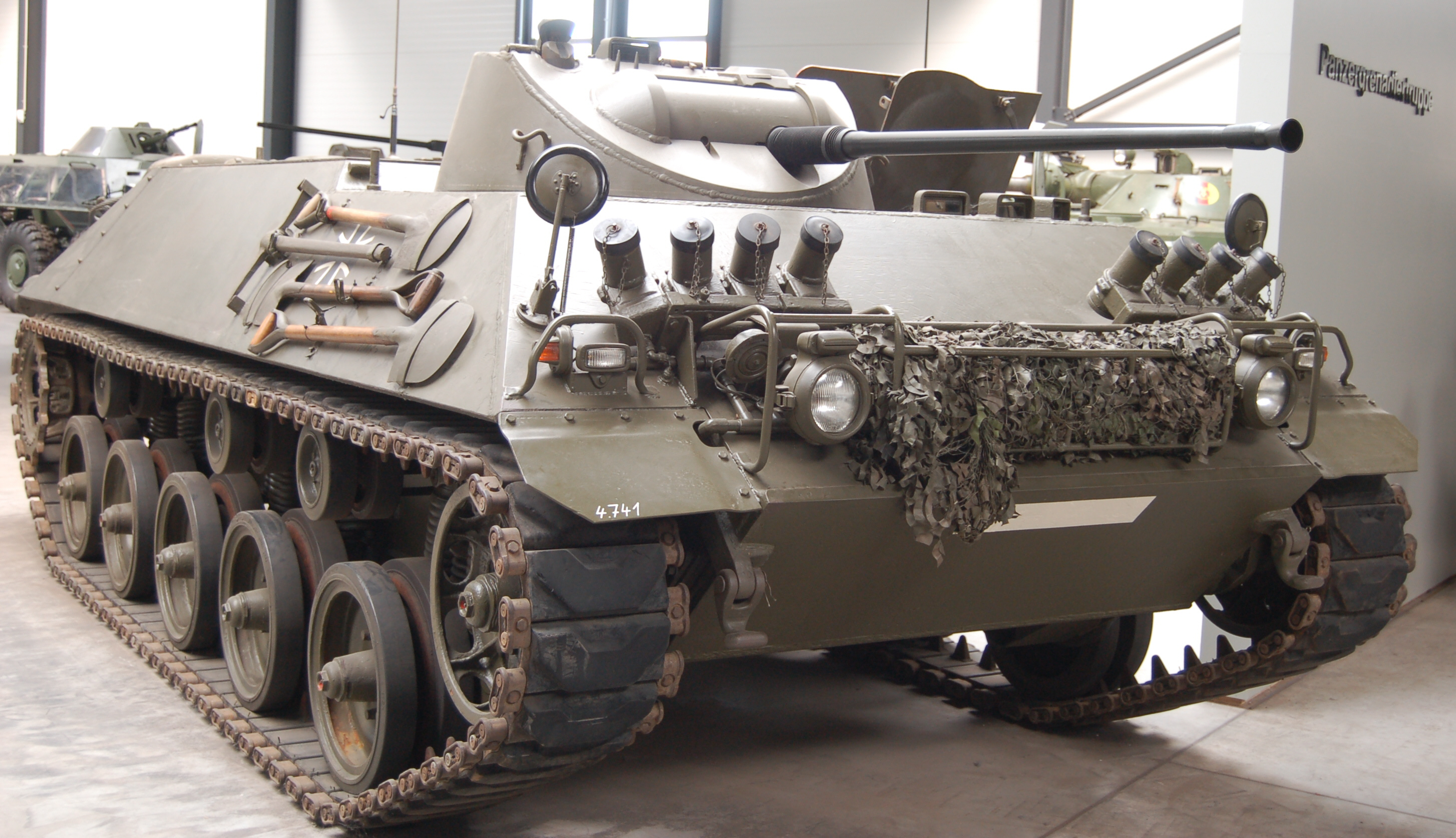
HS.30, представлений у Німецькому танковому музеї у 2008 році

На HS.30 була встановлена невелика вежа з 20-мм автоматичною гарматою Hispano-Suiza HS.820 і перископічним прицілом 15×15. Роль 20-мм автоматичної гармати в німецькій доктрині полягала в ураженні вертольотів, протитанкової зброї та легкої бронетехніки, таким чином звільняючи танки для зосередження вогню проти інших танків. Навіть з вежею HS.30 був на два фути (0,6 м) нижчим за висоту, ніж M113, що робило його меншою ціллю. Машина мала бортовий запас 2000 патронів калібру 20 мм.  Лобова броня забезпечувала захист від 20-мм снарядів, що було краще, ніж аналогічні машини інших країн. Додаткова броня зробила HS.30 на чотири тонни важчим за M113, хоча він міг перевозити лише вдвічі менше військ. Щоб бійці загону вели вогонь з особистої зброї, перебуваючи верхи, доводилося відкривати люки в даху, щоб солдати стирчали з люків. Німці вважали це суттєвим недоліком, оскільки їхній ймовірний супротивник, Радянська армія, мав використовувати хімічні речовини у будь-якій війні між НАТО та Варшавським договором.
Незважаючи на те, що німецька армія наполягала на справжній бойовій машині піхоти, а не просто на бронетранспортері, панцергренадерські бригади включали піхотний батальйон, який перевозили спочатку на вантажівках, а пізніше на БТРах M113. Такий склад сил, ймовірно, випливав як з міркувань вартості, так і з доктрини, згідно з якою одну третину Panzergrenadiere становили моторизовані сили. 

## HS.30 та його сучасники
Порівняння SPz HS.30 і аналогічних машин:
| Бойова машина піхоти        | Основна зброя                                                      | Лобова броня                 | Висота                              | Місткість десанту | Рік вступу |
| --------------------------- | ------------------------------------------------------------------ | ---------------------------- | ----------------------------------- | ----------------- | ---------- |
| SPz 12-3 Lang (Німеччина)   | 20 мм HS-820                                                       | 30 мм під кутом 45°          | 1,85 м                              | 5                 | 1960 рік   |
| SPz 11-2 Kurz (Німеччина)   | 20 мм HS-820                                                       | 15 мм при 62°                | 1,97 м                              | 3                 | 1959 рік   |
| AMX-VCI (Франція)           | 12,7-мм кулемет M2 Browning (пізніше 20-мм автоматична гармата)    | 15 мм під кутом 45°          | 2,1 м                               | 10                | 1957 рік   |
| M113 (США)                  | 12,7 мм M2 HMG                                                     | 38 мм алюміній під кутом 45° | 2,5 м                               | 11                | 1960 рік   |
| БТР-50П (СРСР)              | 7,62-мм кулемет СГ-43 (деякі з 14,5-мм великокаліберним кулеметом) | 11 мм сталь при 60°          | 1,97 м                              | 20                | 1954 рік   |
| FV432 (Великобританія)      | 7,62 мм FN MAG                                                     | Сталь 12,7 мм                | 2,28 м                              | 10                | 1962 рік   |
| Pansarbandvagn 301 (Швеція) | 20 mm akan m/45B (Bofors 20 mm automatic gun L/70)                 | сталь 8 – 50 мм              | 2,64 м до верху гарматної установки | 8                 | 1961 рік   |
| Saurer 4K 4FA-G2 (Австрія)  | 12,7 мм M2 HMG (або) 20 мм Oerlikon Model 204                      | сталь 12-20 мм               | 2,1 м                               | 6                 | 1961 рік   |

## Політика, обслуговування та питання надійності

### Прийняття політичних рішень
Придбання обладнання для новоствореного Бундесверу в перші роки було обумовлено військовими, економічними та політичними факторами. Військові вимоги вказували на таку машину, як французький AMX-13 VTP, але її вартість за одиницю була занадто високою. З іншого боку, американський бронетранспортер M59 був занадто важким і високим для передбаченої доктрини.  Також проблематичною була відсутність інтересу промисловості Західної Німеччини до створення зброї - в результаті Другої світової війни Німеччині все ще було заборонено експортувати зброю, тому інвестиції в розробку бронетранспортерної техніки, оплата інструментів або навчання робоча сила не принесе жодних майбутніх доходів від експорту. Тому з політичних міркувань було розумно звернутися до союзників Західної Німеччини, щоб вони замовили бронетранспортерну техніку та підтримали їхню економіку, що переживала труднощі. Schützenpanzer SPz 11-2 Kurz (розроблений на базі Hotchkiss SP1A) було замовлено у Франції та після того, як угода про придбання Centurion у Сполученого Королівства застаріла, коли США надали танки M41 Walker Bulldog і M47 Patton як військову допомогу, сформувавши консорціум, щоб побудувати новий AFV частково в Британії, як пропонувала Hispano-Suiza в 1955 році, здавалося привабливим.
Пропозиція Hispano-Suiza відповідала всім вимогам, висунутим Федеральним міністерством оборони Німеччини, і при орієнтовній вартості лише 170 000 німецьких марок ціна за одиницю була на 30% нижчою, ніж AMX VTP. У поєднанні з обмеженням часу, спричиненим обіцянкою НАТО сформувати та оснастити 12 західнонімецьких дивізій до 1960 року, Міністерство оборони Німеччини вибрало модель Hispano-Suiza та розмістило замовлення на 10 680 БТР.  У своєму аналізі процесу придбання Дітер Х. Коллмар робить висновок, що здається розумним припустити, що компанія дізналася про вимоги заздалегідь і відповідно скоригувала свою пропозицію. Сама Hispano-Suiza не мала можливостей для створення БТР. Вона придбала патенти на 20-мм автоматичну гармату та використала їх у поєднанні зі своєю мережею ділових контактів у Європі для завершення планів AFV. Лобісти, часто набрані з лав колишніх офіцерів вермахту, агресивно добивалися від Hispano-Suiza серед керівників у Міністерстві оборони, які часто мали однакове минуле. 
Коли Міністерство оборони під керівництвом свого нового секретаря Франца Йозефа Штрауса з оцінки HS.30 на випробувальному полігоні в 1958 році дізналося про численні недоліки бронетранспортера, воно стало дедалі нетерплячішим щодо Hispano-Suiza і скоротило початкове замовлення з 10 680 скоротилося до 2 800, причому 1 089 буде побудовано Leyland Motors у Сполученому Королівстві, решта — Henschel і Hanomag у Німеччині. Угода з Hispano-Suiza була досягнута в 1960 році, коли німецька держава виплатила 40 мільйонів німецьких марок як компенсацію за інвестиції та втрачений дохід. 
Пізніше навколо придбання HS.30 виникла серія розкриттів у пресі, кілька слухань і розслідування. Були заслухані свідки, такі як колишній посол Німеччини в Швейцарії Фрідріх Хольцапфель, і була поширена історія про можливі виплати окремим особам і політичним партіям, заснована на твердженнях тодішнього лобіста та секретаря Веймарської республіки 1930-х років Готфріда Тревірануса  і бізнесмен Вернер Плапперт.  За словами Дітера Х. Кольмара, просуванню офіційного розслідування заважали свідки, які просто жадали визнання, і шарлатани. Звинувачення, висунуті в цьому контексті проти Франца Йосифа Штрауса, згодом виявилися неправдивими. Кольмар бачив проблеми з HS.30 у шахрайстві Hispano-Suiza та недостатніх процесах контролю в планах закупівель Федерального міністерства оборони. 

### Проблеми з надійністю

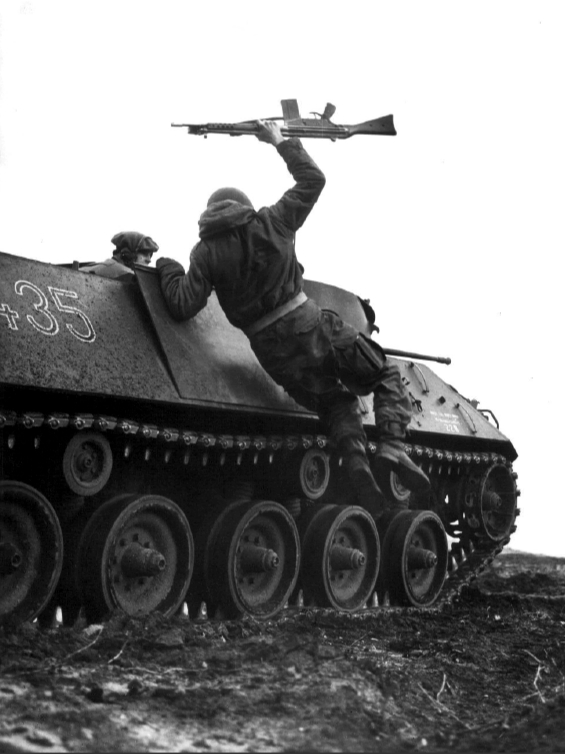
Німецький солдат висаджується з HS.30, перестрибуючи через борт.

Після серії суттєвих модернізацій HS.30 був заявлений у 1960-х роках офіційним слідчим комітетом як «умовно» відповідати вимогам армії («bedingt»). У 1965 році близько 65 відсотків транспортних засобів були в робочому стані, а до 1968 року кількість зросла до 85 відсотків.  З іншого боку, проблеми з ранніми моделями були настільки серйозними, що Міністерству оборони довелося надати власний технічний персонал, щоб привести бронетранспортери в робочий стан.  У звіті про оцінку цитуються свідки експертів і перераховуються деякі технічні проблеми з HS.30:

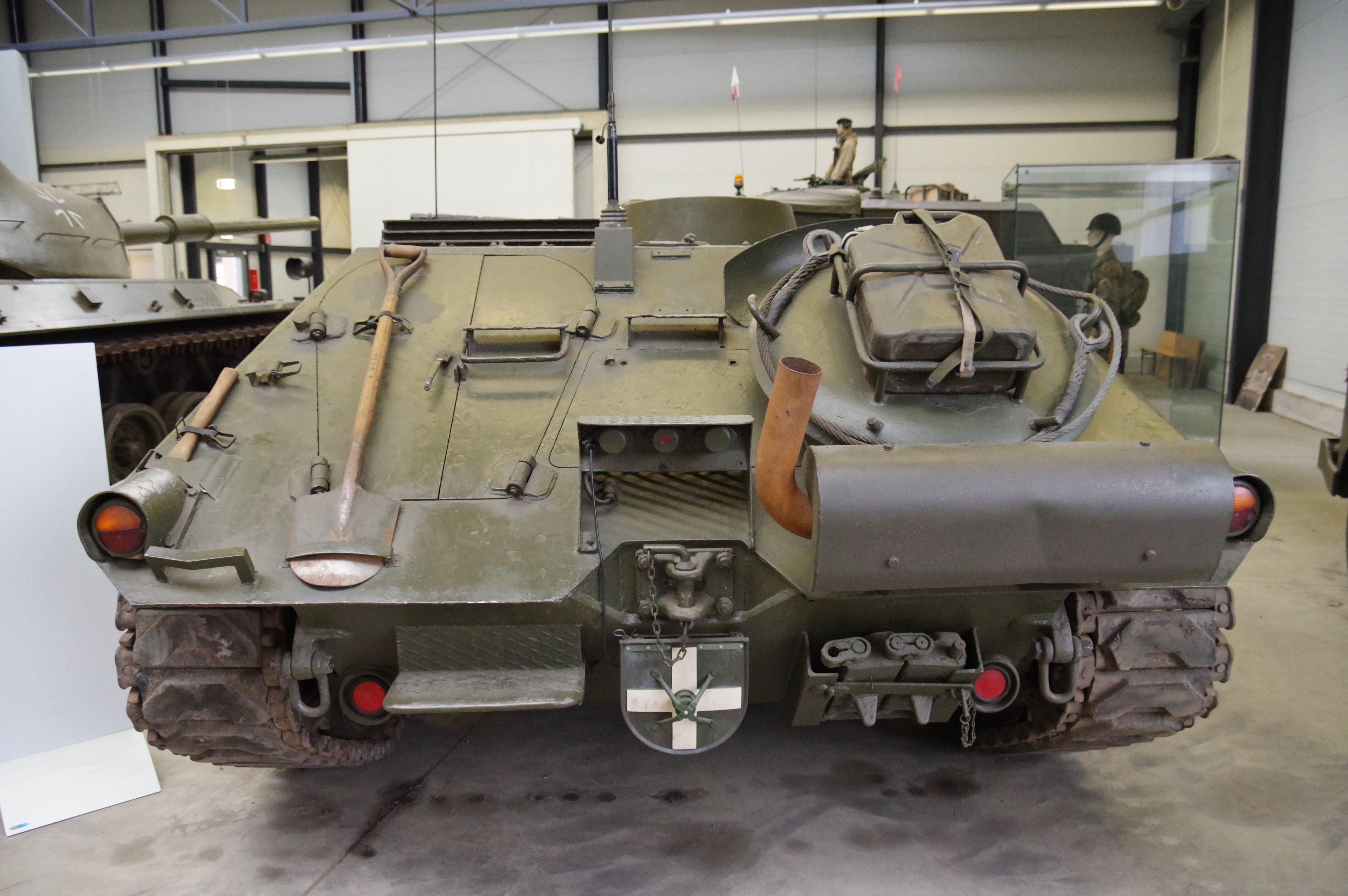
HS.30 ззаду з подвійними дверима ліворуч і куполоподібною кришкою для вентиляції машинного відділення справа.

- Коробка передач. Перші серійні моделі були оснащені трансмісією SIDEBI, а пізніше Wilson, що викликало проблеми, і в 1965/1966 роках[11] було замінено на всіх автомобілях на трансмісію Allison.
- Гусениці. Повідомлялося, що гусениці Hispano-Suiza мають застарілий дизайн. Свідок розповів слідчим, що гусениці були схильні до надмірного зносу, тому елементи доводилося часто знімати, щоб компенсувати провисання колії. Кілька свідків віддали перевагу трекам, виробленим Backhaus KG (пізніше частиною Diehl Metall), які пізніше були встановлені на всіх HS.30 як оновлення[12].

Інші проблеми були результатом дизайну:
- Швидкість. Повідомлялося, що Rolls-Royce B81 був недостатньо потужним, особливо в порівнянні з пізнішим танком Leopard 1, але коли він був представлений, HS.30 мав співвідношення потужності до ваги, теоретично порівнянне з танком M41, який не передбачав працювати з. Але, за словами технічного офіцера, заслуханого комітетом, підвіска на передніх опорних колесах була надто слабкою, щоб компенсувати збільшену вагу пізніших БМП під час руху по пересіченій місцевості та наїзду на канави, що призвело до того, що гвинтові пружини ламаються від койловерів. У результаті водіям доводилося їздити обережно, ефективно обмежуючи транспортний засіб приблизно до 15–20 км/год (10–12,5 миль/год) на бездоріжжі.  Сама Hispano-Suiza заявила в початкових вимогах, що Бундесвер вимагав 20 к.с. на тонну, що було б задоволено двигуном потужністю 200 к.с. (150 кВт) на початковій 10-тонній конструкції, але Міністерство оборони просив більш товсту броню 30 мм спереду та 20 мм з боків, вибрав більш важкий пакет озброєння вагою 800 кг замість початкових 200 кг і хотів мати повну групу панцергренадерів як пасажирів, що робило машину довшою та важчою[13].
- Технічне обслуговування двигуна - всю задню частину HS.30 довелося витягти з автомобіля, щоб отримати повний доступ до двигуна, включаючи видалення обох гусениць, близько 64 болтів і всіх з'єднань, що робило це трудомісткою роботою, порівняно з більш сучасними автомобілями[14].
- Висадка – піхота могла вийти з HS.30 за допомогою двох великих люків угорі, аварійного люка в підлозі та, згідно з початковим планом, дверей ззаду. Ці двері залишилися на бронетранспортері, але вони стали фактично непридатними для військ, оскільки конструктори заблокували тунель між дверима та десантним відділенням з компонентами, пов’язаними з двигуном. Іншим стандартним способом виходу було вилізти на вершину та перестрибнути через борти. Це не тільки наражало солдатів на потенційний вогонь противника, але також було небезпечно, оскільки гусениці виділялися з корпусу[15].

## Експлуатація
HS.30 був введений у Бундесвер наприкінці 1959 року, але страждав від проблем із зубами. Спочатку використовувався для оснащення лише окремих батальйонів, які співіснували в 1960-х роках з двома іншими формами гренадерських формувань, які були оснащені вантажівками або БТРами. 
Починаючи з 1974 року БМП Marder замінила HS.30 в німецьких бронепіхотних підрозділах. Протягом 1970-х років Перу отримало близько 20 SPz HS.30. Нарешті, деякі HS.30 використовувалися як броньовані цілі на стрільбищах. 
Музей німецької оборонної техніки Бундесверу в Кобленці має один із таких «HS 30 Mörser» у своїй колекції.

## Варіанти

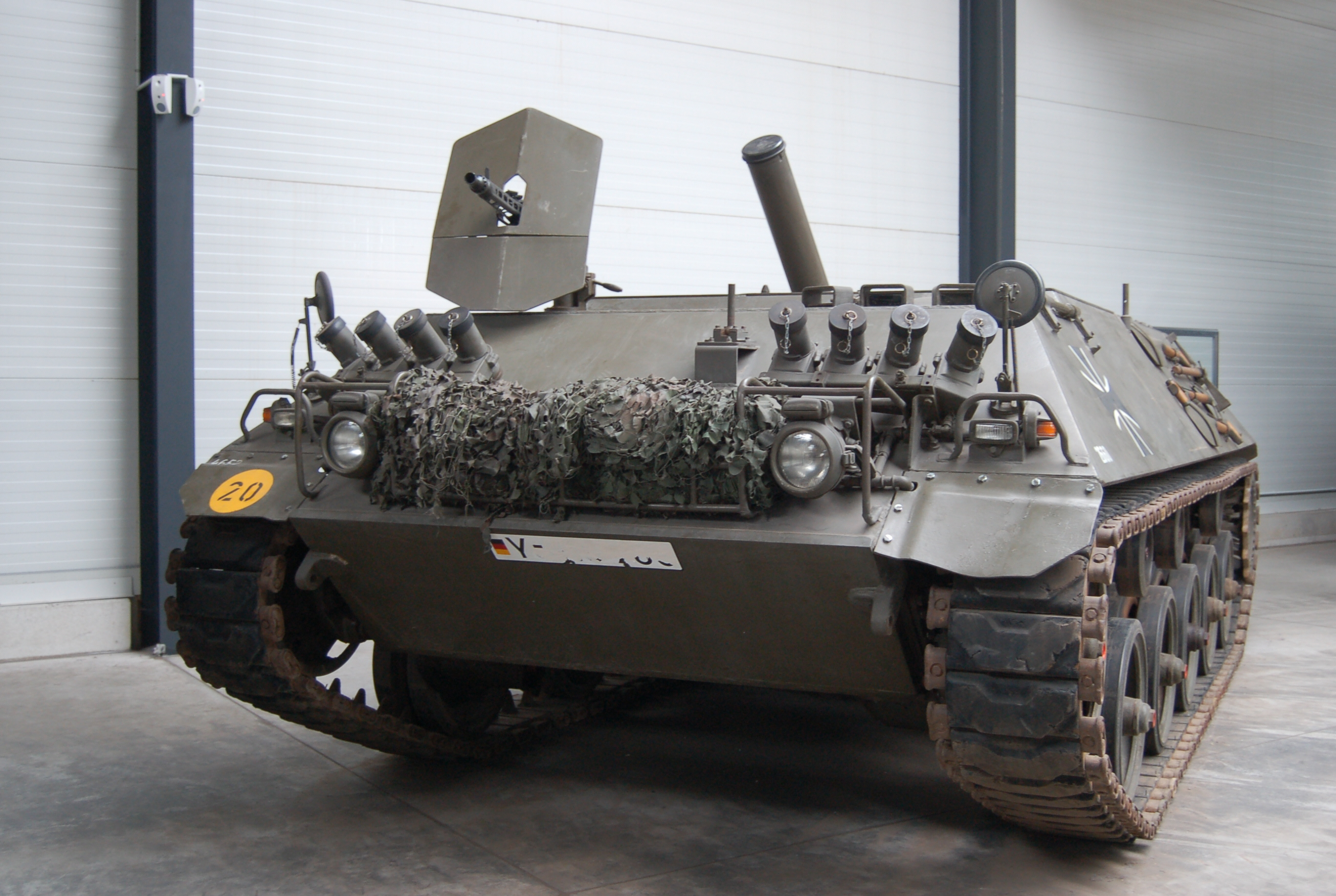
Варіант самохідного міномета Schützenpanzer, lang, Typ 52-3 із 120-мм мінометом Brandt.

- Schützenpanzer, lang, Typ 12-3 , ( SPz lg 12-3, Gruppe )–стандартний варіант БМП
- Schützenpanzer, lang, Typ 12-3, mit 106 mm Leichtgeschütz M40A1, (SPz lg 12-3, LGs M40A1, Panzerabwehr)–версія винищувача танків із 106-мм безвідкатною гарматою M40A1, встановленою на даху на додачу до 20-мм гармати. Модернізація з 1965 р.
- Schützenpanzer, lang, Typ 21-3, ( SPz lg 21-3, FüFu )–Радіо та командна версія
- Schützenpanzer, lang, Typ 51-3, ( SPz lg 51-3, Panzermörser )–версія самохідного міномета з 81-мм мінометом. Модернізація до типу 52–3 у 1966 році
- Schützenpanzer, lang, Typ 52-3, ( SPz lg 52-3, Panzermörser )–версія самохідного міномета зі 120-мм мінометом. Модернізація Type 51-3 з 1966 року
- Schützenpanzer, lang, Typ 81-3, ( SPz lg 81-3, FLtPzArt )–Версія для передового спостереження артилерії[16].
- Jagdpanzer, Typ 1-3, ( JPz 1-3, Kanonenjagdpanzer )–прототип винищувача танків на базі шасі HS.30. Озброєний 90-мм гарматою DEFA[17].
- Raketenjagdpanzer, Typ 3-3, ( RakJPz 3-3, Raketenjagdpanzer )–винищувач танків з ракетним озброєнням на базі шасі HS.30. Оснащений керованими ракетами Nord SS.11.